# Selección de fútbol de Navarra
La selección de fútbol de la Comunidad Foral de Navarra es el equipo formado por jugadores de la Comunidad Foral de Navarra que representa a la Federación Navarra de Fútbol. Dado que este organismo no es miembro de la FIFA ni del COI, la selección absoluta de Navarra no puede participar en torneos oficiales, y sólo disputa partidos amistosos. No obstante, en categorías inferiores participa en las competiciones oficiales que organiza la Federación Española de Fútbol, y desde 2005 la selección navarra amateur disputa la Copa de las Regiones de la UEFA.

## Historia
La Federación Navarra de Fútbol creó su selección en el año 2003. Hasta esa fecha, los jugadores navarros habían venido jugando con la selección de Euskadi que, más allá de su comunidad autónoma, acogía a futbolistas de Euskal Herria. Este hecho generó polémica en la primera convocatoria de Pedro Mari Zabalza y José Manuel Echeverría, ya que tres jugadores navarros en las filas del Athletic Club bilbaíno, Tiko, Gurpegi y Urzaiz, preferieron seguir defendiendo los colores de Euskadi. Jesús María Lacruz, que no fue convocado por el seleccionador vasco, fue el único jugador del Athletic que participó en el debut internacional de la selección navarra.
El primer partido de la selección de Navarra se disputó el 28 de diciembre de 2003 en El Sadar de Pamplona, ante 4.000 espectadores. El encuentro se saldó con goleada local por 4-0 ante Burkina Faso. La primera alineación de la historia de Navarra, en su mayoría compuesta por jugadores del CA Osasuna, estuvo formada por: Sanzol (López Vallejo), Cruchaga (Mateo), Lacruz (Gracia), Lusarreta, Larrainzar (Yanguas), Nagore (Muñoz), Puñal (Palacios), Chema (Jusué), Txiki (Josetxo), De Carlos y Santos (Ismael). "Txiki" Acaz fue el autor del primer gol de la historia del combinado navarro.
Un año más tarde, aprovechando nuevamente el parón navideño de las competiciones oficiales, Navarra jugó el segundo partido de su historia ante Marruecos, consiguiendo una nueva victoria por 2-1. El encuentro se disputó el 29 de diciembre de 2004 en El Sadar, ante 3.500 espectadores.
El 26 de diciembre de 2005 la selección de Navarra celebró su último partido hasta la fecha, con una victoria por 1-0 ante China. 6.000 espectadores presenciaron el encuentro, que se disputó sobre el césped helado de El Sadar, estadio que estrenaba nueva denominación como Reyno de Navarra. Debutaron con la camiseta roja dos jugadores del Athletic Club, Pablo Orbaiz y Carlos Gurpegi, que un día después también se alinearon con la selección de Euskadi ante Camerún.
En 2006 un partido previsto para finales de diciembre entre la selección navarra y Perú fue finalmente suspendido de forma extraordinaria para no interferir en la campaña europea del Osasuna, que llegaría a semifinales de la competición. Perú jugo finalmente su partido contra la selección valenciana.
Desde entonces no se ha planteado ningún otro partido de la selección navarra.
| Fecha      | Lugar    | Estadio                       | Equipo local | Oponente     | Resultado          |
| ---------- | -------- | ----------------------------- | ------------ | ------------ | ------------------ |
| 28-12-2003 | Pamplona | El Sadar (4.000 esp.)         | Navarra      | Burkina Faso | 4-0                |
| 29-12-2004 | Pamplona | El Sadar (3.500 esp.)         | Navarra      | Marruecos    | 2-1                |
| 26-12-2005 | Pamplona | Reyno de Navarra (6.000 esp.) | Navarra      | China        | 1-0                |
| 27-12-2006 | Tudela   | Estadio J.A. Elola            | Navarra      | Perú         | partido suspendido |

## Estadio
La Selección de Navarra ha disputado todos sus encuentros hasta la fecha en categoría absoluta en El Sadar.